# Rozet & Fischmeister

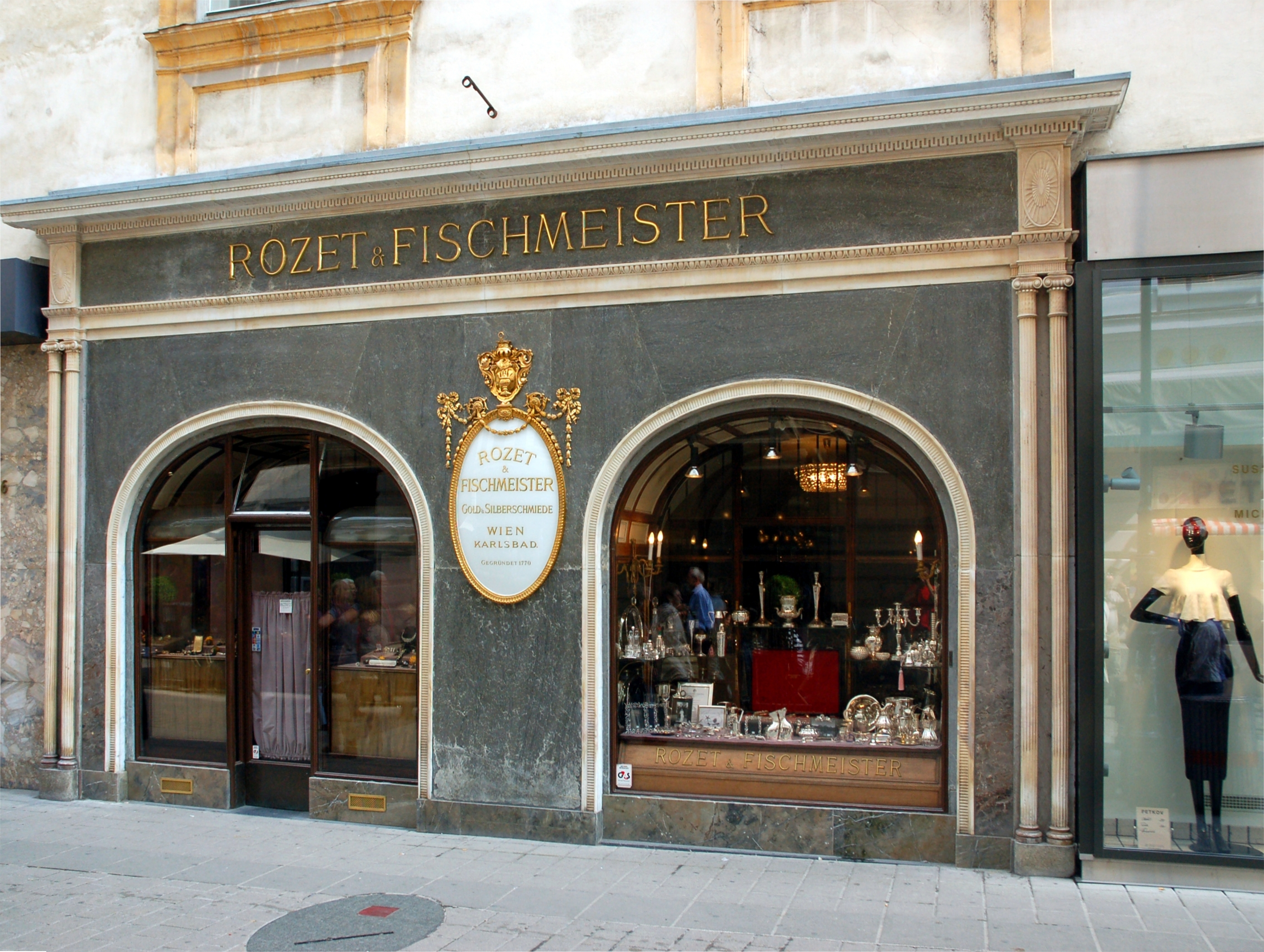
Geschäft von Rozet & Fischmeister am Kohlmarkt 11 im I. Wiener Bezirk (2009)

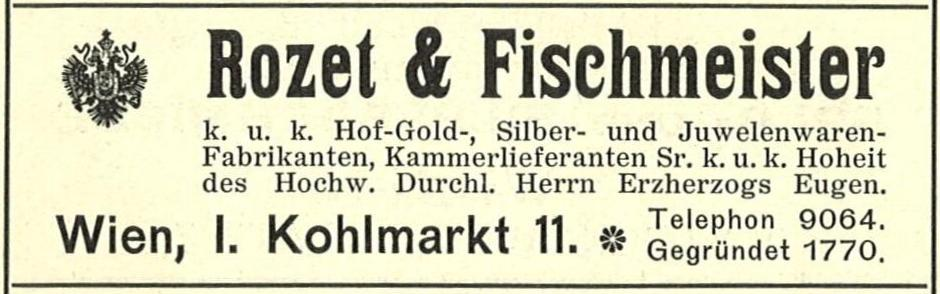
Werbung aus dem Jahre 1906

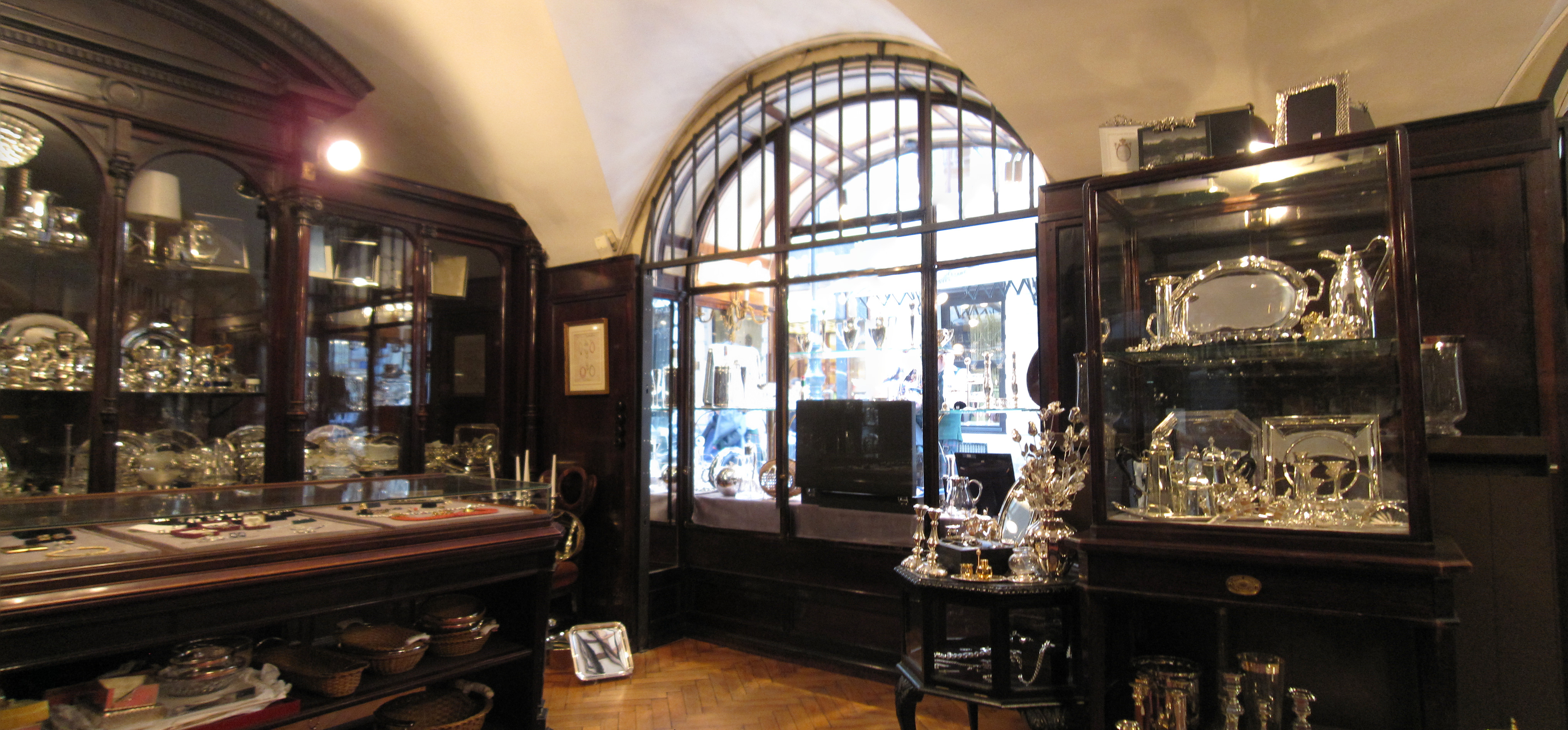
Inneneinrichtung

Rozet & Fischmeister ist ein Kammerjuwelier in Wien. Das Geschäft liegt am Kohlmarkt 11 im 1. Wiener Gemeindebezirk Innere Stadt. Rozet & Fischmeister bietet seinen Kunden Juwelen, Goldwaren und Tafelsilber an und restauriert auch diese.

## Geschichte
Gegründet wurde das Unternehmen 1770 von Nikolaus Rozet, ein Hugenotte der von Frankreich nach Wien kam. Sein Sohn Ignaz zog ins Haus "Zu den drei Läufern" am Wiener Graben um.
Bekannt ist das silberne Kaffeeservice "Alt Wien", damals ein Geschenk der Stadt Wien an Erzherzog Karl anlässlich seines Sieges über Napoleon sowie das Reisenecessaire von König Ferdinand VII. von Spanien um 1820.
1836 erhielt Ignaz Franz Rozet den Titel k.k. Hofgalanteriewarenhändler vom Kaiser verliehen. Rozet nahm den Gold- und Silberarbeiter Franz Karl Fischmeister (1820–1902) in sein Geschäft auf. Neben dem herkömmlichen Galanteriewaren wurden auch Orden hergestellt. Der Sohn von Franz Karl Fischmeister, Gustav Fischmeister († 1938), arbeitete beim französischen Künstler René Lalique. Aus Frankreich brachte er nach Wien die Technik der Kristallknopfherstellung mit. 
Johann Rozet war von der dritten Generation, nach seinem Tod 1872 übernahm die Familie Fischmeister komplett das Unternehmen, da sich die mittlerweile adeligen Rozet Edle von Brühlwalde dem Staatsdienst zugewendet haben.
Franz Ignaz Fischmeister (1848–1922) leitete den Aufstieg des Unternehmens ein. Für seine Verdienste wurde er vom Kaiser zum kaiserlichen Rat ernannt. Rozet & Fischmeister wurde dann k.u.k. Hof-Gold-, Silber- und Juwelenwaren-Fabrikant, Erzherzog Eugens und Erzherzog Peter Ferdinands sowie ab 1913 Kammerlieferant des Kaisers.
Rozet & Fischmeister arbeiteten mit der Wiener Secession und dem französischen Künstler René Lalique zusammen. In Karlsbad wurde 1911 eine weitere Filiale eröffnet, die aber nach dem Zusammenbruch der Monarchie und der Einfuhr von hohen Zöllen an der neuen Grenze 1934 geschlossen werden musste. Das Geschäft am Kohlmarkt wurde von Portois & Fix, ebenfalls ein k.u.k. Hoflieferant, nach der Schatzkammer nachempfunden eingerichtet.
Während des Ersten Weltkrieges unterstützten Rozet & Fischmeister das Heer mit großzügigen Kriegsanleihen. Nach dem Krieg stand das Unternehmen vor dem Ruin, konnte sich aber wieder erholen. Während des Zweiten Weltkrieges musste der Besitzer Franz Marie Fischmeister (1905–1959) in den Krieg ziehen. Seine Tante Berta Fischmeister leitete die Geschäfte und ließ Drahtgestelle für die Wehrmacht herstellen. Damit wurde das Unternehmen als kriegswichtig eingestuft und wurde vor der Schließung verschont.
Die Kundschaft heute ist nach wie vor die Aristokratie, aber auch Industrielle und das gehobene Bürgertum.
Die Erbin der Klimt-Bilder Maria Altmann schilderte in dem 2006 erschienenen Dokumentarfilm "Die Affäre Klimt" wie ihr Ehering von Rozet & Fischmeister kam.
Rozet & Fischmeister fertigte auch die Petschaft (Siegelstempel) für die Unterzeichnung des österreichischen Staatsvertrages durch Leopold Figl 1955. Es war ein Geschenk des Unternehmens für das Land.
Franz Fischmeister verstarb nach dem Krieg. Seine Tante Berta Fischmeister leitete das Geschäft wieder von 1959 bis 1975, danach übernahm es ihr Neffe Georg, der sein Handwerk bei der Goldschmiede Karl Nowy & Söhne erlernte. Georg Fischmeister übergab 2016 das Geschäft an seinen Sohn Franz.